# パウ・エチャニス
パウ・エチャニス（スペイン語: Pau Echaniz Pal, 2001年5月29日 - ）は、スペイン・バスク州ギプスコア県サン・セバスティアン出身のカヌースラローム選手。

## 経歴
2023年にポーランドのクラクフで開催されたヨーロッパ競技大会では、スラロームK-1団体で金メダルを獲得した。
2024年のフランスのパリで開催されたパリオリンピックでは、スラロームK-1で銅メダルを獲得した。男子C-2 500mでディエゴ・ドミンゲスとジョアン・アントニ・モレーノが銅メダルを、男子K-4 500mでカルロス・アレバロ、サウル・クラビオット、ロドリゴ・ヘルマデ、マルクス・ワルツが銅メダルを獲得しており、スペイン勢はこの大会のカヌー競技で計3個のメダルを獲得した。

## 成績
オリンピック
- 2024年パリオリンピック スラロームK-1 銅メダル

ヨーロッパ競技大会
- 2023年ヨーロッパ競技大会 スラロームK-1団体 金メダル